# 穿PRADA的女魔头
《穿著PRADA的惡魔》（英語：The Devil Wears Prada）是由蘿倫·薇絲柏格所創作的畅销小说。本书讲述一个刚从大学毕业的女孩，被一家顶尖时尚杂志招聘为私人助理，却在工作中要极力满足上司的无理要求的种种无奈。本书获得了巨大的成功，占居《紐約時報》畅销书排行榜长达六个月之久，并且在2006年被改编為同名電影，並邀請到梅莉·史翠普、安·海瑟薇與艾美莉·賓特參與演出，此电影也深受好评，而電影情節和結局則與本書略有不同。
作为一部「少女励志」题材的书，很多人认为《穿著PRADA的惡魔》是按作者个人经历所编写的，其上司原形是《时尚》杂志的主编安娜·溫特（Anna Wintour），雖然作者蘿倫·薇絲柏格本人否认此事，但很多人却不这么想，使得这本书一跃至畅销书排行榜。

## 情节梗概
小说开篇就描述女主角安德莉亞·萨克斯（Andrea Sachs），正堵在曼哈顿市中心的拥挤交通中，费力地去回忆如何使用车子的手动操纵桿。原来她正开着上司米兰达·普瑞斯特利（Miranda Priestly），即《Runway》杂志总编的保时捷，从一家商店急忙往回赶，希望按时到达米兰达的住所。因为米兰达一家人要去汉普敦度周末。此时手机铃声响起，电话那头传来米兰达劈头一顿乱骂，怪她没把份内的事做好。并且让安德莉亞把她的宠物：法国斗牛狗麥德琳（英国版本中是波斯猫）从兽医那里接出来。与狗狗试着“交流”时，安德莉亞把身上穿的名家设计的服装给毁了，她巴不得米兰达死掉算了。但安德莉亞转念一想，如果米兰达真的死了，那她就没有机会尝到亲手宰了米兰达的快感了......
下一章追溯到早些时候，她是如何会成為米蘭達的助理的。安德莉亞毕业于布朗大学英文专业，之后和男朋友艾力克斯·怀曼一起游览了印度，却不幸染了痢疾。复原后，她离开了自己的家乡康乃狄格州到达纽约找工作。在纽约，安德莉亞和她的死党朋友莉莉一起住，莉莉毕业于哥伦比亚大学俄语专业。
作为《纽约客》的长期撰稿人，她在简历上特别标明这点，期待能因此获得一份体面的工作。當時还没从痢疾病痛中恢复过来的安德莉亞，卻意外受到来自Elias-Clark组部的面试。面试过后，她被雇佣为米兰达的助理。尽管安德莉亞对米兰达这人所知甚少，但旁人都告诉她这个工作是「百万女孩拚了命也想得到的工作」。
这份工作主要差事就是充当米兰达的私人助理。米兰达总会有有意无意的叫她爱蜜丽，爱蜜丽则是她的前辈－现任米兰达的高级助理。米兰达这个老板可是个典型的“虐待狂”—叫人办事却从来不给人足够的資訊或时间来消化，可是一旦犯错就会被批得体无完肤。她经常让人花大把的精力和时间去迎合她，可是做好之后又很快的改变主意，就像去买星巴克買咖啡或是去Smith and Wollensky的店子买牛排作为午餐等。可是只要这些东西有一点点凉了就要重新买过。
在同一个杂志社工作的人都很怕在电梯里和米兰达单独撞见，对她的劣迹就算在最亲密的朋友间也不能嚼舌根。安德莉亞把《Runway》同事們的这种态度叫做「Runway 心魔作祟態度轉彎症」（ the Runway Paranoid Turnaround），就是当某个同事对米兰达做出轻微的负面评论，又會马上采用「態度轉彎」把其扭转为正面评价，这样做是因为怕他们老板某天发现而炒了他们的鱿鱼。
很多人告诉安德莉亞，只要她坚持在米兰达旗下工作一年，到时候在杂志社领域内的工作可以随便挑，因為這個原因她咬牙坚持下去。尽管如此，在《Runway》工作也是有一定好处的，像是在「衣橱」里的服装，表面上是為了摄影所需而租借的，却往往有去无回。可能作为米兰达的私人助理外加旁人的谄媚，使得安德莉亞總能免费拿到一些高级时装来充充门面，这样就不会在其他工作人员中显得突兀了。
最终，她在其中提升了些许品味，于是再也没有遭到米兰达的白眼，而她曾免费得到一支米兰达不要的「Bang and Olufsen」的高級电话，她把这些战利品送給了朋友。此外，她还参加了很多名人派对。在其中她结识了毕业於耶鲁大学的克瑞斯·柯林蘇沃（Christian Collinsworth），此人在近两代作家中可谓前途无量，从多方面来看都是炙手可热的人物。他们两个开始联系，这样使得她和艾力克斯的关系变得复杂了。
她的工作开始影响到她的健康，由于没胃口吃饭因此日渐消瘦。因为周遭的同事都是又高又瘦，所以即使她的身段已經是苗条高挑，但安德莉亞仍认定自己是个肥矮子。最终她为自己不吃饭找借口开脱：「一顿饭不吃又不会死，但是价值两千美金的裤子穿在胖女孩身上可不打眼」。她意识到这种想法表明《Runway》的风格态度已经开始融入她的体内了。
在为米兰达工作时，安德莉亞收到了一位少女给米兰达的一封信，在信中少女告诉米兰达她有多爱她编辑的杂志，并将所有的钱用来打造自己，希望能因此为模特兒，但少女仍恨自己的「屁股太肥」以及「太胖了」。这位少女乞求米兰达送她一件礼服去参加舞会，但信中结尾写道，就算米兰达把她的信丢到垃圾堆，她仍然爱她。安德莉亞开始怀疑起自己工作的真正意义，她所做的主要在帮助米兰达怂恿全美国的青少年，變得像这个女孩一样，开始厌恨自己。但安德莉亞仍忍下来了，因为在这里的经验对以后在《纽约客》找工作也有極大幫助的。
因没日没夜地工作，使得安德莉亞和艾力克斯以及好友莉莉的相聚时间少之又少。莉莉这时开始酗酒，並且和不三不四的男人胡搞，以减轻来自研究院的压力。她和家庭关系也开始恶劣，父母抱怨她没有抽空去看她已经怀孕的姐姐。但是安德莉亞对此种种無法理會，就连莉莉和她新男友约会时由于耍流氓而被捕，她仍然繼續工作。
不久之後，高級助理愛蜜麗得了感染性单核血球病，而安德莉亞必须接替她的位置並陪米兰达参加巴黎时装秀，安德莉亞接受了这个安排，哪怕意味着要取消和艾力克斯的周末归家之旅，这样一来直接导致他俩关系以悲劇收場。
在巴黎时，安德莉亞偶遇克瑞斯。那天深夜，米兰达终于卸下心防，开始问安德莉亞学到了什么，以及她以后想在哪工作等等。她向安德莉亞保证当工作期满，米兰达就會以推薦人的角色幫她致电在《纽约客》的熟人，并且告诉安德莉亞，她其实可以为《Runway》写点小文章之类。
当回到酒店，安德莉亞收到两通急电，分别来自艾力克斯和她的父母。她回電後才知道好友莉莉因為酒后驾驶出了車禍，正在医院呈現昏迷狀態，但尽管家人和男友艾力克斯都要求她回家，在如此巨大的压力下安德莉亞告诉米兰达自己会尽责。米兰达当然很开心，告诉安德莉亞她在杂志行业的地位将平步青云。然而在克里斯汀·迪奧（Chirstian Dior）的巴黎服装秀上，一通来自米兰达大发雷霆的电话，要安德莉亞把她双胞胎女儿的过期签证在三个小时内换过来，确保她们能赶上飞机。挂掉电话后，安德莉亞盯着手机，绞尽脑汁想著該如何才能完成这项不可能的任务。这时，安德莉亞突然領悟到家庭和朋友更胜於工作，而她却越来越像米兰达了。
因此，安德莉亞马上致电家人告知她馬上要回家了，但米兰达並不同意，于是安德莉亞在大庭广众之下破口大骂：「去妳的！米兰达，去妳的！」这样一来她马上被开除了，但她回到了家并重拾昔日友谊，虽然她和艾力克斯的恋情不能復合，但他们做回了朋友。莉莉復原後不必向法庭上交药物利用指数的罚金，改为参加社区服务。
在最后一章，安德莉亞和米兰达发生正面冲突的事件意外的上了报纸头条，使她獲得了小小的名气。由于怕因此上了出版界的黑名单，安德莉亞在康乃狄格州待了一段时间，写写短篇小说。《17》买了她的一篇文章，并且她和其中的编辑蘿莉塔（Loretta）建立了良好的关系。很巧合的是蘿莉塔已也是因為曾在《Runway》工作过，才到现在的职位。
她回到纽约后，把从巴黎带回的所有高级时装通过代销店都给卖了。不过她为自己留下了一条Dolce&Gabbana的牛仔裤，给妈妈的是PRADA的镶棉荷包，最后把Diane von Fürstenberg 的裹身裙送给了写信给米兰达的少女。
小说最后，她回到Elias-Clark大楼，就另外一个杂志公司的写手职位做商讨事宜。

## 人物角色
- 安德莉亞·萨克斯（Andrea Sachs）
刚从布朗大学毕业的学生，在一个盛气凌人的时尚杂志总编手下做个低级小助理，家人和朋友都叫她小安（Andy）。
- 愛蜜麗·查尔顿（Emily Charlton）
安德莉亞的同事，以前是米兰达的第二助理，现在晋升为高级助理，主要负责与商业相关的事宜，如调整费用表。她和安德莉亞有时可以算是好朋友，但是其中夹杂一些复杂的关系。由于同为暴虐的老板工作，负责的任务却不同，使得她们之间产生了嫉妒：安德莉亞可以经常离开办公室，而艾米丽则可在办公室穿得更舒适随便一些。後因為罹患感染性單核血球病，被米蘭達要求安德莉亞代替她出席時裝秀。
- 米兰达·普瑞斯特利（Miranda Priestly）
英国出生（与米瑞安·布林切克相同）是《Runway》的主编，《Runway》是Elias-Clark公司出版的非常具有影响力的时尚杂志。她每天围着爱马仕白色围巾，以近乎精神和肉体折磨的方式摧残其下属出名。因為過度投入事業導致和前夫的婚姻破局，與前夫育有一對雙胞胎女兒。
- 艾力克斯·芬曼（Alex Fineman）
安德莉亞的男朋友，通过「Teach For America」这个机构在南布朗士一所小学教书。後由於不滿安德莉亞過度投入工作而分手，仍維持友好關係。在續篇小說中和安德莉亞重逢。
- 莉莉·古德温（Lily Goodwin）
一个自哥伦比亚大学俄国文学系毕业，天性乐观向上的女生。有著一頭捲曲的黑髮，和安德莉亞同居，是她高中和大学的同学兼死党。後由於發生嚴重的車禍住院，米蘭達卻不許安德莉亞探視她，成為安德莉亞辭職離開《Runway》的導火線。
- 奈吉（Nigel）
高挑的英国同性恋。除了在《Runway》担当创意指导，还经常以时尚顾问的身份出现在电视螢幕上。他也是安德莉亞在工作前知道为数不多的杂志明星之一。他说话很大声，字正腔圆。对自己的造型无比挑剔，而且他是唯一能给米兰达着装意见下狠批的人。
- 詹姆（James）
《Runway》另外一个同志，在美容部工作，和安德莉亞是好朋友。当自觉没有人理会时，会开玩笑解闷。
- 傑夫（Jeffy）
《Runway》衣櫥的看管人，在这个储衣间里有供拍片的各种服饰，其价格根据设计师的身价标记。但这里的衣物常有去无回，经常被杂志社的工作人员给“借”走。安德莉亞的衣橱转型全靠他“放水”。多亏了他，安德莉亞才可以融入《Runway》这个时尚的大平台。
- 杭特·汤姆林森（Hunter Tomlinson）
纽约著名税收律师，米兰达现任丈夫。和米兰达前夫生的两个女儿住一起。前夫曾一度是英国摇滚明星。 因为他对安德莉亞和愛蜜麗很好，也因为他的妻子很刻薄，所以她们及一些可和米兰达有私交的人都在他背后说他「又聋又哑又瞎（B-DAD）」。因为他只有又聋又哑又瞎，她们才能想象他和向米兰达这种女人生活在一起。
- 艾杜拉多（Eduardo）
Elias-Clark大楼的保镖。最搞笑的就是总让安德莉亞和其他米兰达的私人助理在进大厦前，得唱歌或做些滑稽动作，才能准許進入大樓。
- 克瑞斯·柯林蘇沃（Christian Collinsworth）
俊帥的青年作家。安德莉亞在一个派对上结识，两人互有好感。
- 卡洛琳和卡西蒂（Caroline and Cassidy）
米兰达十分宠爱的双胞胎女儿。
- 卡拉（Cara）
双胞胎的保姆，经常帮安德莉亞开脱罪责。但是最终还是被米兰达解雇，因为在双胞胎犯错之后给了她们睡前一课。
- 吉兒（Jill）
安德莉亞的已婚姐姐，住在休士顿，从那里学来一口南部口音，安德莉亞对此十分厌恶。
- 踢踏小姐（the Clackers）
杂志社的众多女职员，主要包括爱林森（Allison，前高级助理，现美容编辑），露西亚（Lucia，时尚部门）、乔瑟琳（Jocelyn，编辑部）及史戴芙（Stef，配饰部）。为什么叫踢踏小姐，是因为安德莉亞觉得她们高跟鞋的鞋跟踩在大理石地面所发出的踢踏声而来。
- 班傑明（Benjamin）
大家都叫他班（Benji）。是莉莉的前男友，但似乎两人还藕断丝连，保持联系。他在书中提到的地方很少，只是他和莉莉发生车祸有关。

## 风格形式和文学技巧
小说以主角安德莉亞為第一人称的身份叙述，在第一章后，主要以时间顺序描述。整体上来说，整部书以写实的手法鲜有文学表现手法。

## 现实原型

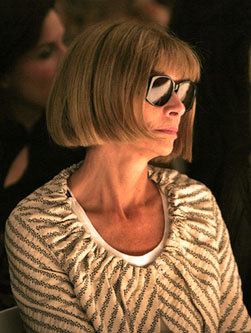
安娜·溫特，被认为是米兰达·普瑞斯特利的原型

安娜·溫特（Anna Wintour），被认为是米兰達·普瑞斯特利的原型。作者否认此说法。在一篇宣传刊物中她说，米兰达无理的要求有一半来自自己的想象，另一半則源于自己和朋友第一份工作的亲身经历。然而，那些熟悉溫特的人（这些人在小说中描叙为米兰达的竞争对手，末尾稍有提及）则说两者在很多方面极其相似：
- 两者都是大都会美术馆的委托人。
- 两者都记不住共事人的姓名。
- 都对时尚有着狂热怪癖。米兰达对围巾情有独钟，而安娜则在室内常常戴太阳眼镜。
- 都未进过学院就读，且都是本土伦敦人。
- 都极力不想谈及自己家庭背景的某一部分。
- 都是穿零号的衣服。
- 都和前夫生有两个孩子。
- 两者都有来自德克萨斯州的新旧男同事。

另外，梅莉·史翠普的形象和小说中的形象大相径庭。所以这个形象认为是全新的角色。而《Runway》的封面也用像《Vogue》等時尚杂志相同的字体，以十分时尚的博多尼活字（Bodoni）字体用作杂志标题。
其他角色据说是以《Vogue》里的真人为原型打造的—奈吉（Nigel）的原型是安德烈·萊昂·泰利（André Leon Talley）。在一个简短戏份中米兰达讨厌的旅行作家茱蒂絲·梅森（Judith Mason）则是美食写手杰弗里·斯坦格登（Jeffrey Steingarten）的缩影，但是也有严重口吃。
对那些熟悉发行《Vogue》杂志康得納斯出版公司（Condé Nast）的人，都说薇絲柏格小说里面Elias-Clark大楼的很多设置都和这家公司很像。例如咖啡厅的布局和风格（「綠區」沙拉區和微型的“碳水化合物區”以显示工作人员有多厌恶各种能增肥的食物），還有工作人员进大楼时的身份识别卡，或溫特的无菌办公室设计。
Elias-Clark的总裁艾伍·拉维杰（Irv Ravitz），书中有几处都有提及但是从来没有正式出场过。他这个原型似乎源于康得·納斯出版公司的小萨穆尔·爱卫英·纽豪斯（Samuel Irving Newhouse, Jr.）。
很多现实中的服裝设计师如卡爾·拉格斐（Karl Lagerfeld）、奧斯卡·德·拉·倫塔（Oscar de la Renta）、湯米·希爾費格（Tommy Hilfiger）和多納泰拉·范思哲（Donatella Versace）等都在书中提及。一些派對裡的名人，例如瑞絲·薇斯朋（Reese Witherspoon）也出现在书中。

## 商家评论和作品口碑
溫特觀點（The Wintour angle）对推广此书有很大帮助。销售业绩高达上百万本，连续六个月在《紐約時報》最畅销书排行榜上，此外还被翻译成二十七种文字遍布全球。
评论家认为，他们的评审根本没有针对此书一炮而红和太过保守的创作题材。这些看法都没有给人留下深刻印象。凯特·贝茨（Kate Betts，Harper's Bazaar 《哈潑時尚》的前任编辑），曾一度在溫特手下工作。此人指责本书作者对在《Vogue》工作得来不易的机会忘恩负义：「如果安德莉亞不能认识到为何她应该关心米兰达，那么我们凭什么应该反过来关注安德莉亞，凭什么要对这不值一文的低俗的文章给予更高的奖项呢？」珍妮·马斯林（Janet Maslin）在《每日报》中说到：「只能突出心胸狭窄的书，没有任何有价值的思想，只能表现作者想以此过过嘴瘾...」
但值得注意的是，马斯林有意隐瞒了薇絲柏格工作的杂志社的地点，并并未谈及她书中的主角的真正原型是谁。當电影一上映，泰晤士报坚持其一贯作风。提及貝特，康得·納斯的前任主编，不能说其是个公正的评审（在薇絲柏格的第二本小说《時尚公關·上流名單》（ Everyone Worth Knowing）中的两个角色，被认为是以一个热门的匿名网上八卦专栏写手为原型。其中一个角色这样描述「前任时尚杂志」，最擅长对新书写刻薄的评论）
而喜欢此书的评论家也说，本书有一个所有处女作的问题，但是仍然赞賞「闲来无事读起来很有趣」。
康得納斯出版公司的出版刊物没有对此书进行评论或其他相关评价。

## 主题

### 世俗气
《穿PRADA的女魔头》在叙述层面上描写安德莉亞如何坚持自己，不“出卖”原则，其连接手法，文学修辞还是心理活动无疑全参插些许「世俗气」。在安德莉亞周围充斥着與《Runway》相關的時尚人物，她总以怀疑的眼光看待这个圈里的人，并且讨厌當中的党派纠结（例如，杂志社的广告部从来不请编辑部的人，原因不是因为编辑部比他们低一个层级，而是他们知道编辑部的人不好对付，从来没有编辑部的人在派對裡败下阵来）。但安德莉亞对他们的这种厌恶，在旁人看来也是半斤八两，因为此中很多角色包括米兰达个人也经常向她指出这点。
除了她的同事，安德莉亞对南部居民也颇为友好。从她对她姐姐和米兰达小叔子的态度可以看出。
一些读者和评论家认为，安德莉亞本身的世俗气使得她很难被人同情。也许是这个原因，在小说结尾安德莉亞表面的胜仗可能看来没那么有气势。这点特别象1988年的电影《上班女郎》（Working Girl）， 颇具层级的戏剧讽刺。最后她也算安定下来，虽然只是暂时的。为一家出版社工作，比她原先想进入《纽约客》的遠大志向來看稍嫌遜色。

## 犹太人身份
小说中另一个有意思的副线，是關於21世纪初期文化大融合中美国犹太人的社会地位，这些都能在文中捕捉到相关影子。
安德莉亞除了英语之外，只会说希伯来语。在小说中她仅一次强调自己和家人犹太人的身份。此外，萨克斯家族就是住在康乃狄格州阿文镇的刻板的白人盎格鲁-撒克逊新教徒，会膜拜《纽约客》雜誌，也会在闲暇之余玩拼字游戏的人。值得注意的是，在她家唯一体现犹太文化特色的地方，是在感恩节前一晚由安德莉亞的母親准备的晚餐，包括贝果、洛克斯以及土豆烤饼。而这个节假日的庆祝对象却是当年乘五月花號到美国来的朝圣者（即英国清教徒），而正是他们的后代成为美国犹太人获得社会地位的长期绊脚石，使得这个理想成为一个不能实现的梦。
在书中並無萨克斯一家庆祝过任何有关传统犹太人的节日。所以，吉兒在婚后搬至德克萨斯州变得有点本地人的味道也不足称奇。在这方面米兰达表现得更胜，甚至十分抵制自己的犹太人身份，安德莉亞通过Google搜索发现可以改自己的名字，使得自己能與伦敦东区犹太教正统派的背景撇清关系，而她父親曾由当地社区支持拨款在东区研读过宗教课本。当安德莉亞考虑离开米兰达辞职那一刻，她不自禁的向后退。从某种程度上说，这个行为唤起了她的身份背景，这场面如同眼光敏锐的犹太人觉得应该离开哭墙一样。
所以，这可能就是米兰达的姓是“Priestly”（Priest有教父，神父的意思）的原因，此外最能张显安德莉亞追求和愿望的角色叫Christian（有基督教徒的意思）；或反过来说，她（作为一个犹太人）的最好的朋友的姓氏要不就是 fine man，不然就是good one（两者都有好人的意思）。

## 外文版
此书除了在美国发行，在阿尔巴尼亚、澳大利亚、比利时、巴西、保加利亚、加拿大、中国、克罗地亚、丹麦、芬兰、法国、德国、希腊、匈牙利、印度尼西亚、以色列、意大利、日本、韩国、拉脱维亚、立陶宛、马来西亚、墨西哥、荷兰、波兰、葡萄牙、罗马尼亚、俄国、塞尔维亚、西班牙、瑞典、台湾、泰国、土耳其、英国和越南发均有销售。

## 改編电影

### 主要演員
- 米兰達·普瑞斯特利（由梅莉·史翠普飾演）
- 安德莉亞·萨克斯（由安·海瑟薇飾演）
- 愛蜜麗（由艾美莉·賓特飾演）

### 簡介
电影版的宣傳海报，成為小说修订版的封面。本电影于2006年6月30日由「二十世紀福斯」推出上映。制片人為製作「阿甘正傳」（Forrest Gump）的溫蒂·菲納曼（Wendy Finerman），劇本由愛琳·布洛許·麥肯納（Aline Brosh McKenna）改编，而由大衛·法蘭科（David Frankel）擔任導演。「梅姑」梅莉·史翠普（Meryl Streep）因扮演米蘭達的角色角色大受好评，並赢得了金球奖奖项、而艾美莉·賓特（Emily Blunt）更因此獲得金球獎最佳女配角提名。
此片于2005年秋季开拍，在纽约及巴黎取景。在片中作者飾演双胞胎的保姆，在剧中有个短暂且无声的镜头。此电影取得巨大成功，在全球赚進3亿美元以上的票房，也讓主角們獲益頗豐。同年九月作者和導演双双获得奎尔奖（Quill Awards），以奖励书籍和由此改编的电影对社会产生的巨大轰动和文学激发。

## 电视剧
2006年10月12日，福斯廣播公司宣称已经着手申请以此书为蓝本的情景剧拍攝权利，預計在2007年开拍。但是这个项目根據2007年5月颁布的福克斯2007年到2008年季度档期表中並没有出现，也没有进一步拍摄与否的相关消息。